# Celama contrarialis
Celama contrarialis är en fjärilsart som beskrevs av Heyd. 1934. Celama contrarialis ingår i släktet Celama och familjen trågspinnare. Inga underarter finns listade i Catalogue of Life.